# 卡倫·喬哈爾
卡倫·喬哈爾（英語：Karan Johar，被大眾暱稱為KJo，1975年5月25日—）是一名印度著名电影导演、演員、製片人和電視节目主持人。他主要活跃于宝莱坞电影界。
他的出道作品《愛情的證明》当年票房大卖，亦使他榮獲印度電影觀眾獎最佳導演和最佳編劇。他其他受欢迎的电影包括《Kabhi Khushi Kabhie Gham...》、《火車站上的愛情》和《我的名字叫可汗》等。